# Brigades de la paix
Les Brigades de la paix ou les Compagnies de la paix (arabe : سرايا السلام, Sarāyā al-Salām) sont un groupe armé islamiste chiite irakien, héritières de l'Armée du Mahdi.

## Fondation
Après la chute de Mossoul en juin 2014, le puissant leader chiite Moqtada al-Sadr décide de remobiliser ses troupes. Les Brigades de la paix sont fondées en juillet 2014, elles sont les héritières de l'Armée du Mahdi et de la Brigade du jour promis,.

## Affiliation
Les Brigades de la paix sont un des principaux groupes des Hachd al-Chaabi, formés en Irak le 15 juin 2014.

## Idéologie
Bien qu'également soutenues par l'Iran, les Brigades de la paix sont moins proches de Téhéran que les autres brigades islamistes chiites d'Irak. Selon Renad Mansour, chercheur à la Fondation Carnegie pour la paix internationale, Moqtada al-Sadr « essaie de jouer un rôle nationaliste pro-Irak pour s'éloigner de l'influence iranienne ».

## Effectifs
Les effectifs des Brigades de la paix sont estimés entre 10 000 et 50 000 hommes en 2015. Elles sont alors la deuxième milice chiite la plus importante d'Irak après l'Organisation Badr. Le groupe est très implanté à Sadr City, Bassorah et Nadjaf.

## Actions
Lors de la seconde guerre civile irakienne, les Brigades de la paix participent à la bataille de Tikrit et à la Bataille de Mossoul de 2016. Elles interviennent également dans la guerre civile syrienne.
Le 3 janvier 2020, après la mort du général iranien Qassem Soleimani et du chef des Hachd al-Chaabi Abou Mehdi al-Mouhandis dans une frappe de drone américaine, Moqtada al-Sadr annonce qu'il réactive l'Armée du Mahdi.